# Магун, Артемий Владимирович
Арте́мий Влади́мирович Магу́н (род. 3 июня 1974, Ленинград, СССР) — российский философ, политический теоретик, специалист по диалектике, социальный исследователь. Доктор философии по политологии Мичиганского университета и доктор философии по философии Страсбургского университета (2004), кандидат философских наук (2009). Директор центра практической философии «Стасис» Европейского университета в Санкт-Петербурге. Сын социолога Владимира Магуна.

## Биография
- 2020 — директор центра практической философии «Стасис» Европейского университета в Санкт-Петербурге
- 2012—2020 — профессор политической теории демократии, факультет социологии и философии Европейского Университета в Санкт-Петербурге
- 2011—2018 — декан, факультет политических наук и социологии Европейского университета в Санкт-Петербурге
- 2017—2018 — приглашенный профессор Бард-колледжа
- 2004 — Доктор философии Страсбургского университета в области философии
- 2003 — Доцент факультета свободных искусств и наук Санкт-петербургского государственного университета
- 2003 — Доктор философии (PhD) Мичиганского университета в области политологии
- 2000 — Магистр перспективных исследований[англ.] по философии в Страсбургском университете
- 1999 — Кандидат на получение степени доктора в области политологии Мичиганского университета
- 1998 — Магистр в области политологии Мичиганского университета
- 1996 — Специалист, Московский государственный университет им. М. В. Ломоносова, факультет психологии

## Научная и публицистическая деятельность
Ввёл в политическую теорию концепции «негативной революции», которую он развивает в книге «Negative Revolution. Modern Political Subject and its Fate after the Cold War» (с англ. — «Отрицательная революция. К деконструкции политического субъекта»), где философски анализируется российская история после перестройки в сравнении с Французской революцией и демонстрируется негативистская изнанка революции. Книга получила положительную оценку Джоди Дин и Жан-Люка Нанси.
Автор статей в журналах по социально-политической теории (Telos, Rethinking Marxism, New German Critique, History of Political Thought и др.). Редактор рецензируемого журнала «Стасис». Организатор и соорганизатор международных конференций и семинаров. Автор книг «Единство и одиночество» (курс политической философии), «Демократия. Демон и гегемон» (популярная история понятий), «Искус небытия. Отрицательная эстетика». Редактор-составитель и автор глав книг: «Politics of the One and the Many in Contemporary Thought» (Bloomsbury 2013) и «The Future of the State» (Rowman and Littlefield 2020). Один из редакторов и соавтор книги «Политика аполитичных» о протестах в России 2011—2013 гг.
Разработал ряд курсов по философии на платформе «Арзамас».
Автор статей по философии на сайте Republic.
Автор статей о Ханне Арендт, Алене Бадью, неомарксизме, философском понятии «событие» в энциклопедическом словаре «Современная западная философия».
Организатор зимней школы по практической философии «Холодная голова».
Член творческой платформы «Что делать?».

### Книги и главы в книгах
- 2020 Искус небытия: энциклопедия диалектических наук. Т. 1. Отрицательная эстетика. СПб.: Издательство Европейского университета в Санкт-Петербурге.
- 2020 The Future of the State: Philosophy and Politics (Future Perfect: Images of the Time to Come in Philosophy, Politics and Cultural Studies). Rowman & Littlefield Publishers (editor and author of chapter Civitas Paradoxa, or: The Dialectical Theory of State).
- 2016 Демократия: Демон и гегемон. СПб.: Издательство Европейского университета в Санкт-Петербурге.
- 2014 Политика аполитичных: Гражданские движения в России 2011—2013 годов. Коллективная монография. М.: НЛО. (редактор и соавтор)
- 2013 Negative Revolution. Modern Political Subject and its Fate after the Cold War. NY-L. Bloomsbury.
- 2013 Politics of the One. NY-L.: Continuum (editor and author of chapters «The Concept of One: From Philosophy to Politics» and «Unity and Solitude»)
- 2011 Единство и одиночество: курс политической философии Нового времени. М.: НЛО.
- 2009 La révolution négative. La déconstruction du sujet politique. Paris: Harmattan
- 2008 Отрицательная революция. К деконструкции политического субъекта. СПб: Издательство Европейского университета в Санкт-Петербурге.

### Статьи
- 2019 Левая теория авторитарного социал-демократического государства // Логос. 2019. № 6 (133). С. 117—146.
- 2018 Lenin on Democratic Theory // Studies in East European Thought. 2018, Vol. 70, Issue 2-3. P. 141—152.
- 2017 Диалектика истории Бориса Поршнева // Стасис. 2017. Т.5, № 2. С. 476—509.
- 2017 The Intellectual Heritage of the 1917 Revolution: Reflection and Negativity // Constellations. 2017. Vol. 24, issue 4. P. 580—593.
- 2017 Spontaneity and Revolution // South Atlantic Quarterly. 2017. Vol. 116, № 4.
- 2017 Постмодернистский апокалипсис Виктора Пелевина // Стасис. 2017. Т.5, № 1. С. 104—122.
- 2016 Hysterical Machiavellianism. Russian Foreign Policy and the International Non-Relation // Theory and Event. 2016. Vol. 19, issue 3.
- 2015 Понятие события в философии Владимира Бибихина // Стасис. 2015. Т.3, № 1. С. 134—155.
- 2014 Negativity in Communism: Ontology and Politics // Социологическое обозрение. 2014. Т. 13, № 1. С. 9-25.
- 2014 Протестное движение 2011—2012 годов в России: новый популизм среднего класса // Стасис. 2014. Т.2, № 1. С.192-227.
- 2013 De Negatione: What Does It Mean to Say No? // Stasis. 2013. № 1. P. 6-41.
- 2013 К истокам мрачных чувств // Неприкосновенный запас.2013. № 89.
- 2010 Marx’s Theory of Time and the Present Historical Moment, Rethinking Marxism // A Journal of Economics, Culture & Society. 2010. № 22(1). P.90-109.
- 2010 Перестройка как консервативная революция? // Неприкосновенный запас. 2010. № 6 (74).
- 2010 Отрицательная революция Андрея Платонова // Новое литературное обозрение. 2010. № 106.
- 2007 The Post-Communist Revolution in Russia and the Genesis of Representative Democracy. Redescriptions. // Yearbook of Political Thought and Conceptual History. 2007. № 11. P.61-78.

## Номинации и премии
- 2020 — премия Андрея Белого в номинации гуманитарные исследования (книга «Искус небытия: энциклопедия диалектических наук. Отрицательная эстетика. Том 1»).
- 2011 — шорт-лист премии Андрея Белого в номинации гуманитарные исследования (книга «Единство и одиночество. Курс политической философии Нового времени»).
- 2008 — шорт-лист премии Андрея Белого в номинации гуманитарные исследования (книга «Отрицательная революция. К реконструкции политического субъекта»).